# L'Alizé
"L'Alizé" är den andra singeln från den franska sångerskan Alizée och den andra singeln från hennes första studioalbum Gourmandises. Den släpptes i december 2000.

## Listplaceringar
| Lista (2000–2001) | Topplacering |
| ----------------- | ------------ |
| Belgien           | 5            |
| Frankrike         | 1            |
| Nederländerna     | 63           |
| Schweiz           | 23           |
| Tyskland          | 43           |
| Österrike         | 52           |